# Автошлях Т 0905
Автошлях Т 0905 — автомобільний шлях територіального значення в Івано-Франківській області. Проходить територією Надвірнянського та Коломийського районів. Загальна довжина — 28,1 км.